# Parafia św. Ludwika we Włodawie
Parafia św. Ludwika we Włodawie – parafia rzymskokatolicka we Włodawie, obsługiwana przez ojców paulinów.
Parafia erygowana w 1556. Obecny kościół parafialny, murowany, wybudowany został przez Ludwika Pocieja w 1717 roku w stylu późnobarokowym, konsekrowany w 1788 roku przez pomocniczego biskupa chełmskiego Melchiora Jana Kochowskiego. Mieści się przy ulicy Klasztornej.
Parafia ma księgi metrykalne prowadzone od roku 1820 i kronikę parafialną założoną w roku 1913.

## Terytorium parafii
Włodawa - ulice: Armii Krajowej, Broniewskiego, Cicha, Czerwonego Krzyża(od skrzyżowania z ul. Partyzantów i ul. Pocztową oraz bl. nr 17), Czworobok, Długa (n-ry parzyste), Furmańska, Garnizonowa, Graniczna, Jasna (numery nieparzyste), 11 Listopada, Jurydyka, Klasztorna, Klonowa, Kołłątaja, Konopnickiej, Kopernika, Kotlarska, Kościelna, Kościuszki, Koszarowa, Krótka, Krzywa, Lipowa, Lotnicza, Lubelska (do skrzyżowania z ul. Długą), Modrzewskiego, Mielczarskiego, Mostowa, Nadrzeczna, Nadstawna, Niecała, Ogrodowa, Okunińska, Pancerniaków, 9 Pułku Artylerii Ciężkiej, Piłsudskiego, Pocztowa, Podzamcze, Polna, Północna, Przechodnia (do skrzyżowania z ul. Pocztową - domy wolnostojące), Przemysłowa, Reymonta (do skrzyżowania z ul. Żeromskiego - bl. nr 12 i 14), Rymarska, Rynek, Sądowa, Sejmowa, Słoneczna, Sokołowskiego, Sokołowa, Spokojna, Staszica, Szkolna, Szpitalna, Tartaczna, Targowa, Trębacka, 1000-lecia P.P. (do skrzyżowania z ul. Jasną i Czerwonego Krzyża - bl. nr 3/9; 4; 6; 10; 11; 12; 15; 17), Wąska, Wąwozowa, Widokowa, Wiejska, Witosa, Wojska Polskiego, Zamknięta, Zielna, Żeromskiego (bl. nr 3 i domy wolnostojące - numery nieparzyste), Żołnierska.
Pozostałe miejscowości: Szuminka, Suszno.
Parafia liczy 6750 wiernych.